# Dedication
Dedication (br: Uma História de Amor) um filme estadunidense  Comedia/Romance/Drama  de 2007 com Billy Crudup e  Mandy Moore. Foi produzido pela Plum Pictures.

## Elenco
- Billy Crudup- Henry Roth

- Mandy Moore - Lucy Reilly

- Tom Wilkinson - Rudy Holt

- Christine Taylor - Allison

- Bob Balaban - Arthur Planck

- Cassidy Hinkle - Cassidy

- Amy Sedaris - Mãe de Cassidy

- Dianne Wiest - Carol

- Martin Freeman - Jeremy

- Bobby Cannavale - Don Meyers

- Peter Bogdanovich - Roger Spade